# Curciu (okręg Sybin)
Curciu – wieś w Rumunii, w okręgu Sybin, w gminie Dârlos. W 2011 roku liczyła 713 mieszkańców.